# Tigran Wardan Martirosjan
Tigran Wardan Martirosjan (orm. Տիգրան Վարդանի Մարտիրոսյան; ur. 3 marca 1983 w Leninakanie) – ormiański sztangista, srebrny medalista olimpijski, mistrz Europy i brązowy medalista mistrzostw świata.

## Kariera
Pierwszy sukces w karierze osiągnął w 2006 roku, kiedy na mistrzostwach świata w Santo Domingo zdobył brązowy medal w wadze lekkociężkiej (do 85 kg). W zawodach tych wyprzedzili go jedynie Białorusin Andrej Rybakou i Rosjanin Asłambiek Edijew. Podczas rozgrywanych dwa lata później mistrzostw Europy w Lignano Sabbiadoro zdobył złoty medal w tej samej kategorii. Pokonał tam Rosjanina Wasilija Połownikowa i Georgiego Markowa z Bułgarii. W tym samym roku wystąpił także na igrzyskach olimpijskich w Pekinie, zajmując trzecie miejsce. Lepsi byli tam jedynie Chińczyk Lu Yong i Andrej Rybakou. Białorusin został jednak parę lat później zdyskwalifikowany za doping, a srebrny medal otrzymał Ormianin. Brał też udział w rozgrywanych cztery lata wcześniej igrzyskach w Atenach, kończąc rywalizację na siódmej pozycji.

## Osiągnięcia
| Rok  | Zawody               | Miasto             | Miejsce | Kategoria | Wynik    |
| ---- | -------------------- | ------------------ | ------- | --------- | -------- |
| 2004 | Igrzyska olimpijskie | Ateny              | 7       | do 85 kg  | 367,5 kg |
| 2006 | Mistrzostwa świata   | Santo Domingo      | 3       | do 85 kg  | 370 kg   |
| 2008 | Mistrzostwa Europy   | Lignano Sabbiadoro | 1       | do 85 kg  | 377 kg   |
| 2008 | Igrzyska olimpijskie | Pekin              | 2       | do 85 kg  | 380 kg   |